# کولا کانگری
کولا کانگری (به لاتین: Kula Kangri) یک کوه در بوتان (کشور) است که در استان گاسا واقع شده‌است. کولا کانگری ۷٬۵۲۸ متر بالاتر از سطح دریا واقع شده‌است.